# 千手堂站
千手堂站（日语：／ Senjudō eki */?）是位於岐阜縣岐阜市真砂町10丁目，名古屋鐵道岐阜市內線（忠節支線）和鏡島線的電車站（廢站）。前者在2005年廢除，後者先行在1964年廢除。

## 歷史
兩條線前身都是美濃電氣軌道的路線。先行開業的是鏡島線，在1924年（大正13年）開通，當時該線還未連接其他鐵路線，為一條孤立路線。在翌年，市內線徹明町站至此站之間開通，使此站成為兩線的轉乘站。在同年中，市內線再延伸至忠節站方向。
鏡島線在戰後由於開始機動化，加上鏡島線的運輸能力比巴士弱，因此在1964年全線廢除，轉為巴士服務，此站也同時廢除。而岐阜市內線則於2005年（平成17年）廢除，同時此站也被廢除。
- 1924年（大正13年）4月21日 - 美濃電氣軌道鏡島線此站至鏡島站之間開通，此站啟用[2][3]。當時該線沒有連接其他鐵路線，為一條孤立路線。
- 1925年（大正14年）
  - 6月1日 - 市內線徹明町站至此站開通。徹明町站至鏡島站之間開始直通運輸[2]。
  - 12月11日 - 市內線此站至忠節橋站（日语：忠節橋駅）之間開通[4]。成為轉乘站。
- 1930年（昭和5年）8月20日 - 美濃電氣軌道與名古屋鐵道（第一代。同年中改名為名岐鐵道，在1935年起再改名為名古屋鐵道）合併。成為名古屋鐵道的車站[2]。
- 1946年（昭和21年）4月30日 - 因空襲使而燒毀的站房復修完成[2]。
- 1950年（昭和25年）
  - 6月10日 - 鏡島線此站至森屋站之間由於進行道路擴寬工程而暫停營業[4][5]。
  - 7月11日 - 此站至森屋站之間重開[4]。該區間的路軌與道路共用。
- 1964年（昭和39年）10月4日 - 鏡島線全線廢除，轉為巴士服務[2]。
- 2005年（平成17年）4月1日 - 隨著岐阜市內線全線廢除，此站也被廢除[4]。

## 電車站構造
截至電車站廢除前，此站是地面車站，設有2面2線的相對式月台。乘車處是位於道路上，沒有安全地帶，只有被稱為「Green Belt」的路面範圍（在該處路面會塗上綠色塗裝）。岐阜市內線在此站設有一個90度轉向，從徹明町到達此站後會轉右轉90度，向北繼續前往忠節站。兩個方向在彎位前設有乘車處。而那個彎位實際上是一處十字路口，當電車等待交通燈信號時可上下車。

### 配線圖
|                                  | ↑ 忠節方向            |              |
| ← 鏡島線 森屋方向 （1964年廢除） | 千手堂站 站內配線略圖 | → 徹明町方向 |
| 图例 参考文献：                  |                       |              |

## 車站周邊
- 超級太陽（超級市場）
- 岐阜真砂郵局

## 相鄰電車站
名古屋鐵道
■岐阜市內線
金町－千手堂－本鄉町
鏡島線
千手堂－鍵屋

## 注腳
1. ↑  名古屋鉄道広報宣伝部（編）. . 名古屋鐵道. 1994: 330 （日语）.
2. 1 2 3 4 5  . 鄉土出版社. 1997: 218–230. ISBN 4-87670-097-4.
3. ↑  . 鐵道Forum.   [2016-06-11]. （原始内容存档于2023-05-06） （日语）.
4. 1 2 3 4  今尾惠介（監修）.  7号. 新潮社. 2008: 52. ISBN 978-4107900258 （日语）.
5. ↑  名鉄600V線の廃線を歩く―惜別の“岐阜線”と空港線誕生 (JTB出版) p.74
6. 1 2  川島令三. . 名古屋北部・岐阜篇 1. 草思社（日语：草思社）. 1997: 130. ISBN 4-7942-0796-4 （日语）.
7. ↑  電氣車研究會（日语：電気車研究会），《鐵道畫刊（日语：鉄道ピクトリアル）》通卷第473號 1986年12月 臨時增刊号 「特集 - 名古屋鐵道」，附圖「名古屋鐵道路線略圖」
8. ↑  《路面電車と街並み―岐阜・岡崎・豊橋》 日本路面電車同好會名古屋分部，蜻蜓出版，1999年6月，51頁。ISBN 978-4887161245。